# Day (Nueva York)
Day es un pueblo ubicado en el condado de Saratoga en el estado estadounidense de Nueva York. En el año 2000 tenía una población de 920 habitantes y una densidad poblacional de 5.5 personas por km².

## Geografía
Day se encuentra ubicado en las coordenadas 43°18′36″N 73°53′23″O / 43.31000, -73.88972.

## Demografía
Según la Oficina del Censo en 2000 los ingresos medios por hogar en la localidad eran de $36,131, y los ingresos medios por familia eran $38,281. Los hombres tenían unos ingresos medios de $32,375 frente a los $30,357 para las mujeres. La renta per cápita para la localidad era de $17,949. Alrededor del 19.1% de la población estaban por debajo del umbral de pobreza.